# Кленин, Алексей Иванович
Алексей Иванович Кленин (род. 7 марта 1936) — советский легкоатлет, специалист по барьерному бегу и спринту. Выступал на всесоюзном уровне в 1950-х и 1960-х годах, чемпион СССР, победитель Спартакиады народов СССР, победитель и призёр первенств всесоюзного значения. Представлял Ленинград, спортивное общество «Трудовые резервы» и Спортивный клуб армии. Почётный мастер спорта СССР (1959). Тренер по лёгкой атлетике.

## Биография
Алексей Кленин родился 7 марта 1936 года. Занимался лёгкой атлетикой в Ленинграде под руководством заслуженного тренера СССР Эдмунда Исидоровича Рохлина, выступал за добровольное спортивное общество «Трудовые резервы» и Вооружённые силы. Окончил ленинградский Техникум физического воспитания «Трудовые резервы».
Первого серьёзного успеха на всесоюзном уровне добился в сезоне 1957 года, когда на чемпионате СССР в Москве с партнёрами по ленинградской команде выиграл серебряную медаль в зачёте эстафеты 4 × 400 метров.
В 1959 году на чемпионате страны в рамках II летней Спартакиады народов СССР в Москве стал бронзовым призёром в беге на 200 метров с барьерами и одержал победу в беге на 400 метров с барьерами.
В 1961 году в 400-метровом барьерном беге взял бронзу на чемпионате СССР в Тбилиси.
В 1962 году на чемпионате СССР по эстафетному бегу в Ташкенте завоевал бронзовую награду в эстафете 4 × 400 метров.
В 1963 году на чемпионате страны в рамках III летней Спартакиады народов СССР в Москве получил серебро в беге на 400 метров с барьерами.
После завершения спортивной карьеры в 1963—1991 годах работал тренером по лёгкой атлетике в Специализированной детско-юношеской спортивной школе «Трудовые резервы».